# Pilanesbergen

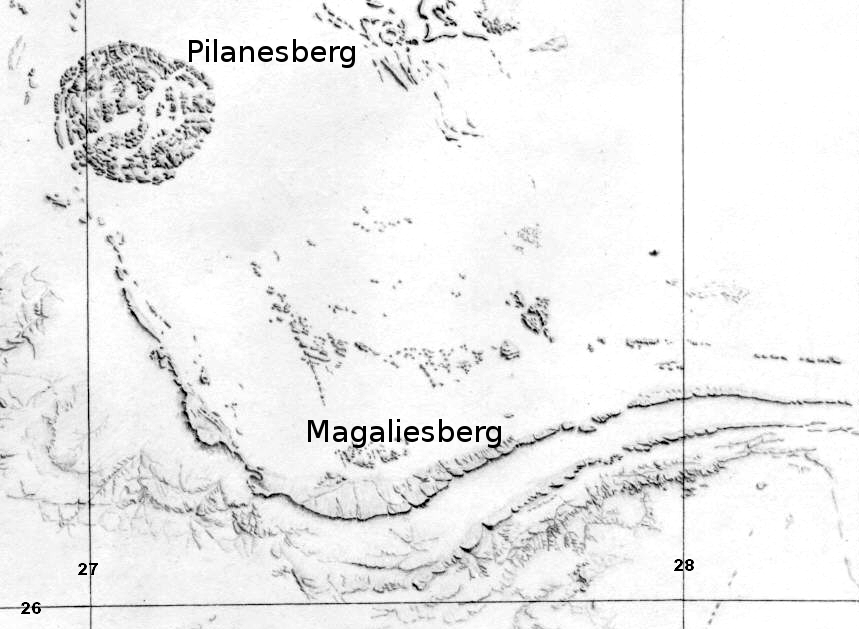
En reliefkarta över Magaliesbergen och Pilanesbergen

Pilanesberg är en bergsformation i Nordvästprovinsen i Sydafrika. Området består av tre cirklar med kullar. Detta geologiska kännemärke härrör från en sedan länge utslocknad vulkan och resultatet av ett utbrott för cirka 1200 miljoner år sedan. En rad ovanliga mineraler förekommer i området. Pilanesbergs nationalpark täcker den största delen av området.